# کنت (۱۸۲۰)
کنت (۱۸۲۰) (به انگلیسی: Kent (1820)) یک کشتی بود. این کشتی در سال ۱۸۲۰ ساخته شد.